# Драгиша Павловић Расински
Драгиша Павловић Расински (Велика Крушевица, 27. август 1935) српски је писац који се бави писањем свих форми хумористичко-сатиричне књижевности (афоризам, епиграм, песма, хумореска, скеч, комедија). Члан је Удружења књижевника Србије.

## Биографија
Драгиша Павловић Расински је рођен 27. августа 1935. године у Великој Крушевици код Крушевца. Од 1964. године бави се писањем свих форми хумористичко-сатиричне књижевности (афоризам, епиграм, песма, хумореска, скеч, комедија). Објављује у многим дневним новинама и недељним часописима, а писао је и за све хумористично-сатиричне листове некадашње Југославије.
Веома запажени били су његови скечеви за ТВ Београд („Зелени кабаре”), за ТВ Пинк („На радном месту”) и скечеви за неколико серија за ТВ Крушевац. За Радио Београд писао је пародије и скечеве који су емитовани у серијама „Село весело”, „Весело вече” и „Јовановићи”. За Радио Крушевац написао је око 350 скечева, који су пуних 10 година емитовани под називом „Чарапановићи”. Написао је комедију у десетерцу „Кажи, Марко, на коме је царство”, која је награђена и објављена у наставцима у „Јежу”. Написао је такође и комедију „Ја председник”. Аутор је збирке епиграма „Кад су цветале бунике” и збирке афоризама „Дневник једног мајмуна”.
За своје хумористично-сатиричне радове награђиван је више пута. На Фестивалу хумора и сатире „Златна кацига” освојио је једанаест награда, по чему је апсолутни рекордер овог Међународног фестивала хумора и сатире у Крушевцу. Награђиван је и у Бугарској и Аустралији. Превођен је на немачки, енглески и бугарски језик.

## Стваралаштво
- Афоризми
- Хумористично-сатирична поезија[2]
  - Песме
  - Епиграми
- Хумореске
- ТВ комедије
  - Ја, председник
  - Марсовац у Вучидолу
  - Женидба преко огласа
  - Било једном у једној кафани
- Радио комедије
  - Кажи Марко на коме је царство
- ТВ скечеви (За РТС, ТВ Пинк, РТК)
- Радио Скечеви (За емисије Село весело, Весело вече, Јовановићи, Чарапановићи)
- Дечија поезија
- Књиге
  - Исповест једног мајмуна - афоризми
  - Кад су цветале бунике - сатирични епиграми
  - Глуво доба - сатиричне песме
  - С оне стране живота - сатирични епитафи
  - Детињство у налету - дечија поезија

## Награде
- Фестивал хумора и сатире Златна кацига  - за приче, песме и афоризме
- Хасковски каун - Бугарска, за причу
- Аустралијски часопис Наш глас - за причу
- Јеж - за радио комедију

## Признања
- Награда за животно дело[3] - Културни центар Крушевац
- Доктор смеха - Политика Експрес, Турнир духовитости